# Very High Readiness Joint Task Force
La Very High Readiness Joint Task Force (VJTF) era un'unità militare NATO, a livello di Brigata terrestre multinazionale di 5 000 militari, con forze marittime, aeree e speciali disponibili, avanguardia della NATO Response Force. 
Poteva essere schierata in qualsiasi parte del mondo entro 2-3 giorni dall'attivazione e di arrivare a pieno organico entro 5 giorni e di essere rinforzata da due brigate pesanti (corazzate e meccanizzate) nei giorni a seguire.
L'idea dietro alla VJTF è stata ulteriormente sviluppata in seguito all'invasione russa dell'Ucraina nel 2022 come parte di un nuovo modello di forza alleato. La VJTF è stata infine incorporata nella neocostituita Allied Reaction Force (ARF) a metà del 2024.

## Storia

### Costituzione
Nasce nel settembre 2014 per decisione del Consiglio del Nord Atlantico (NATO) nel summit tenuto in Galles, quando è stato prodotto un nuovo Readiness Action Plan, contenente la nuova dottrina militare dell'Alleanza, a seguito del comportamento della Russia nella Crisi di Crimea.
Istituita nel 2015, è stata composta provvisoriamente, per quell'anno, da truppe fornite da Germania, Norvegia, Paesi Bassi, Polonia e sottoposta al controllo del Multinational Corps Northeast. 

### Operatività
Il 9 giugno 2015, la VJTF è stata schierata per la prima volta in Polonia, durante l'esercitazione "Noble Jump", il più grande lancio di paracadutisti dall'Operazione Market Garden e dal D-Day, con più di 2 100 militari coinvolti da nove paesi NATO.
La VJTF, effettivamente operativa dal 2016, con la Spagna che ne ha assunto per il primo anno il comando. Francia, Germania, Italia, Polonia, Spagna, Regno Unito e Turchia assumono il ruolo di framework nations (nazioni guida) a rotazione. 
La Task Force è stata attivata per la prima volta a marzo 2022 dopo l'inizio dell'invasione russa dell’Ucraina.